# Die letzte Nacht
Pour plus de détails, voir Fiche technique et Distribution.
Die letzte Nacht est un film allemand réalisé par Eugen York et sorti en 1949.

## Synopsis
Le film se déroule en 1944 dans la France occupée par les Allemands, où une résistante et un officier de l'armée allemande tombent amoureux l'un de l'autre.

## Fiche technique
- Titre : Die letzte Nacht
- Réalisateur : Eugen York
- Scénario : Otto Heinz Jahn, Harald G. Petersson d'après la pièce de Friedrich Hartau
- Musique : Wolfgang Zeller
- Direction artistique : Herbert Kirchhoff
- Costumes : Erna Sander
- Photographie : Willy Winterstein
- Son : Robert Fehrmann
- Montage : Alice Ludwig-Rasch (de)
- Production : Walter Koppel (de)
- Société de production : Real-Film (de)
- Société de distribution : Herzog-Filmverleih
- Pays d'origine :  Allemagne de l'Ouest
- Langue : allemand
- Format : Noir et blanc - 1,37:1 - Mono - 35 mm
- Genre : Drame
- Durée : 93 minutes
- Date de sortie :
  - Allemagne de l'Ouest : 11 février 1949

## Distribution
- Sybille Schmitz : Renée Meurier, gestionnaire de château
- Karl John : Oberleutnant Harald Buchner
- Margarete Haagen : Lisa Plessow, directrice d'une troupe de théâtre
- Catja Görna : Marina Eilers, chanteuse
- Carl-Heinz Schroth : André Meurier, le frère de Renée
- Josef Sieber : Hauptfeldwebel Mahnke
- Hermann Schomberg : le général de division Gerhard Riedel
- Franz Schafheitlin : Börner, le président de la cour martiale
- Peter Mosbacher : Major Brink
- Hans Richter : Wilhelm, officier d'ordonnance
- Josef Offenbach : Hauptmann Klapproth
- Peter Schütte : Hauptmann Venor
- Josef Dahmen : Rostard, aubergiste
- Erwin Geschonneck : un soldat de la Wehrmacht
- Horst von Otto : Wegler, chef d'état-major
- Wolfgang Hessler : Hauptmann Venor
- Ludwig Röger : Maurice, un résistant